# Kiệt Thư
Kiệt Thư (tiếng Mãn: ᡤᡳᠶᡝᡧᡠ, Möllendorff: Giyešu, Abkai: Giyexu, chữ Hán: 傑書 hay 傑舒; 20 tháng 1 năm 1646 – 1 tháng 4 năm 1697) là một hoàng thân của nhà Thanh trong lịch sử Trung Quốc, người thừa kế 1 trong 12 tước vị Thiết mạo tử vương.

## Cuộc đời
Kiệt Thư sinh vào giờ Tý, ngày 2 tháng 12 (âm lịch) năm Thuận Trị thứ 2 (1645), trong gia tộc Ái Tân Giác La. Ông là con trai thứ ba của Huệ Thuận Thân vương Hỗ Tắc, và là cháu nội của Lễ Liệt Thân vương Đại Thiện. Mẹ ông là Đích Phúc tấn Bác Nhĩ Tế Cát Đặc thị (博爾濟吉特氏). Năm Thuận Trị thứ 6 (1649), anh trai thứ là Tinh Tế qua đời, ông được tập tước phong làm Quận vương. Năm thứ 8 (1651), ông được ban phong hào Khang Quận vương (康郡王). Năm thứ 16 (1659), bá phụ Tốn Giản Thân vương Mãn Đạt Hải bị truy tội, hàng tước Bối lặc. Con trai của Mãn Đạt Hải là Thường A Đại cũng vì vậy mà bị giáng tước Bối lặc. Từ đó tước vị Lễ Thân vương sẽ do chi hệ của ông kế tục, được Thuận Trị Đế sửa lại thành Khang Thân vương (康親王), tức Lễ Thân vương đời thứ 4.

### Bình định Loạn Tam phiên
Năm Khang Hi thứ 12 (1673), bùng nổ Loạn Tam Phiên. Năm thứ 13 (1674), ngày 27 tháng 6 (âm lịch), Khang Hi Đế cử hành lễ sách thụy cho Đại hành Nhân Hiếu Hoàng hậu, ông được lệnh làm sử tiết, bê sách bảo. Cùng năm, Tĩnh Nam vương Cảnh Tinh Trung (耿精忠) tạo phản ở Phúc Kiến, chia quân xâm phạm Chiết Giang, Giang Tây; Kiệt Thư được Khang Hi Đế phong làm Chinh Nam Đại tướng quân, suất quân Chính Bạch kỳ nam hạ thảo phạt Cảnh Tinh Trung ở Chiết Giang. Tùy quân gồm có Bối tử Phó Lạt Tháp, Tướng quân Lại Tháp (赖塔), Phó Đô thống Lạt Cáp (喇哈). Tháng 9, sau khi đại quân đến Kim Hoa, Chiết Giang, hai địa phương Ôn Châu và Xử Châu đã bị chiếm đóng. Tổng đốc Lý Chi Phương trú quân ở Cù Châu, phá phản quân ở Tiêu Viên – Tử Lang sơn. Đại tướng của Cảnh Tinh Trung là Từ Thượng Triều suất lĩnh 5 vạn quân tấn công Kim Hoa. Kiệt Thư lệnh cho Đô thống Ba Nhã Nhĩ (巴雅尔), Phó Đô thống Mã Cáp Đạt (玛哈达) chặn đánh quân Từ Thường Triều, trảm đầu phản tướng Ngô Vinh Tiên và hơn 30 người, tiêu diệt hơn 2 vạn phản quân.
Tháng 12, Từ Thượng Triều không cam lòng thất bại, suất 3 vạn quân mã bộ binh, 2 vạn thổ khấu, một lần nữa tấn công Kim Hoa. Ba Nhã Nhĩ và Tổng binh Trần Thế Khải (陈世凯) cùng nhau công phá đại doanh của phản quân tại Tích Đạo sơn, tiêu diệt hơn 2 vạn quân, giành lại hai địa phương Vĩnh Khang và Tấn Vân. Phản tướng Phùng Công Phụ từ Nghĩa Ô chạy đến Vũ Nghĩa, Kiệt Thư phái Tiền phong Thống lĩnh Hi Phúc lần theo dấu vết đến Khổ Trúc Lĩnh, giết địch vô số. Đại tướng của Cảnh Tinh Trung là Sa Hữu Tường chiếm giữ tại Đào Hoa Lĩnh, khống chế đường giao thông quan trọng của Xử Châu. Mã Cáp Đạt cùng Tổng binh Lý Vinh suất quân tấn công, Sa Hữu Tường thất bại bỏ trốn. Phó Đô thống Mục Hách Lâm lại tiếp tục đánh bại đào quân của Sa Hữu Tường ở Bạch Thụy Dương (白水洋).
Năm thứ 14 (1675), quân của ông chiếm lại được Xử Châu và Tiên Cư, bọn Từ Thượng Triều vẫn đóng quân chiếm đóng Tuyên Bình, Tùng Dương, nhiều lần đem quân tấn công Xử Châu. Đô thống Lạt Cáp Đạt và các Tướng lĩnh đều cùng nhau phòng ngự, đại phá phản quân ở nhiều địa phương như Thạch Đường Đại, Thạch Phật Lĩnh, Lũng Ải khẩu – Đại Vương Lĩnh, Hạ Ngũ Đường. Khang Hi Đế hạ chiếu lệnh Ninh Hải Tướng quân Phó Lạt Tháp từ Hoàng Nham tiến thủ Ôn Châu, để Kiệt Thư từ Cù Châu tiến vào. Tuy nhiên, Kiệt Thư lại tấu lên "Quân địch ở Xử Châu vô cùng nhạy bén, binh lực chúng ta đơn bạc, không nên tùy tiền tiến vào". Khang Hi Đế lập tức trả lời "Ngươi đóng trú thủ Kim Hoa đã sắp 2 năm, vẻn vẹn chỉ cùng địch quân thư từ tới lui, mà chính ngươi không tự mình suất quân tiêu diệt, phản quân đến lúc nào mới có thể tiêu diệt được đây? Ngươi hẳn là phải lập tức tiên quân tiêu diệt".
Năm thứ 15 (1676), ông suất đại quân từ Kim Hoa di chuyển đến Cù Châu. Đại tướng của Cảnh Tinh Trung là Mã Cửu Ngọc chặn đánh quân Thanh ở Đại Khê Than, không cho quân Thanh tiến vào Cù Châu. Kiệt Thư đốc thúc các tướng lĩnh ra sức tấn công, phản quân xông ra từ bốn phía, tạo ra một cuộc ác chiến với quân Thanh. Kiệt Thư đóng giữ ở Cổ Miếu để chỉ huy đại quân, Cổ Miếu bị hỏa khí của phản quân bắn đến. Các thị vệ bên người Kiệt Thư đều muốn ẩn nấp, chỉ có Kiệt Thư vẫn bình tĩnh tọa trấn chỉ huy, quân Thanh sĩ khí dồi dào, ra sức tấn công, quân Cảnh Tinh Trung đại bại. Kiệt Thư hạ lệnh hành quân lặng lẽ, thừa lúc buổi tối tấn công Giang Sơn, tiến tới giành lại Thường Sơn, áp sát giao giới Mân Chiết là Tiên Hà quan.
Đại tướng của Cảnh Tinh Trung là Kim Ứng Hổ thu thập tất cả thuyền bè chuyển đến nơi xa bờ, làm quân Thanh không thể nào qua sông. Kiệt Thư hạ lệnh đại quân dọc theo bãi sông tiến về phía Tây, tìm được một khu vực nước cạn bèn theo đó qua sông. Phản quân thấy quân Thanh qua sông liền rơi vào hỗn loạn, Kim Ứng Hổ không chiến mà hàng. Kiệt Thư liền nhân đó một mạch công chiếm Phổ Thành, hạ hịch thư đề nghị Cảnh Tinh Trung đầu hàng. Sau đó, đại quân tiếp tục hạ Kiến Dương, bình định Kiến Ninh và Duyên Bình. Cảnh Tinh Trung phái con trai là Cảnh Hiển Tộ chặn đánh quân Thanh. Kiệt Thư đồng ý hứa hẹn với Cảnh Tinh Trung miễn cho ông ta và con trai tội chết, Cảnh Tinh Trung liền xin đầu hàng.

### Trấn thủ Phúc Kiến
Tháng 10, ông lại phụng mệnh Khang Hi Đế đi dẹp loạn Trịnh Kinh ở Phúc Kiến. Đến năm thứ 19 (1680), quân Trịnh tan tác, các vùng Hạ Môn, Kim Môn, Đồng Sơn đều bị ông thu phục. Trịnh Kinh phải dẫn tàn quân trốn về Đài Loan. Lúc ông chiến thắng trở về, Khang Hi Đế đích thân đến cầu Lư Câu nghênh đón. Cũng trong năm này, ông trở thành một trong các Nghị chính Vương Đại thần. Năm thứ 36 (1697), ngày 10 tháng 3 (âm lịch), giờ Sửu, ông qua đời, thọ 53 tuổi, được truy thụy "Lương", tức Hòa Thạc Khang Lương Thân vương (和碩康良親王).

## Gia quyến

### Thê thiếp
- Nguyên phối: Bác Nhĩ Tế Cát Đặc thị (博爾濟吉特氏), con gái của Băng Đồ Quận vương Ngạch Sâm (額森).
- Kế thất: Đổng Ngạc thị (董鄂氏), con gái của Mã Tắc (馬塞).
- Trắc Phúc tấn: Tát Khắc Đạt thị (薩克達氏), con gái của Hoa Tắc (華塞). Ban đầu là Thứ Phúc tấn, nhưng năm Càn Long thứ 3 (1738) được truy phong làm Trắc Phúc tấn.
- Thứ Phúc tấn: 
  - Thư Mục Lộc thị (舒穆祿氏), con gái của Tây Mục Bố Lộc (西穆布祿).
  - Nạp Lan thị (納喇氏), con gái của Tây Ha Nạp (西哈納).
  - Lý thị (李氏), con gái của Lý Sùng Đệ (李崇第).
  - Hách Xá Lý thị (赫舍里氏), con gái của Nạp Nhĩ Thái (納爾泰).
  - Vương Giai thị (王佳氏), con gái của Tra Nhĩ Hộ (查爾護).
  - Lý Giai thị (李佳氏), con gái của Phí Dương Cổ (費揚古).
  - Hách Xá Lý thị (赫舍里氏), con gái của Hách Tắc (赫塞).
  - Nạp Lan thị (納喇氏), con gái của Nạp Đại (納岱).
  - Nữu Hỗ Lộc thị (鈕祜祿氏), con gái của Tề Mục Bố (齊穆布).
  - Tô thị (蘇氏), con gái của Tô Gia Tân (蘇嘉新).
  - Tương thị (相氏), con gái của Tương Tùng (相松).
- Thứ thiếp: 
  - Lưu thị (劉氏), con gái của Lưu Tứ (劉四).
  - Dương thị (楊氏), con gái của Dương Tứ (楊四).

### Hậu duệ

#### Con trai
1. Ni Tháp Cáp (尼塔哈; 1667 – 1723), mẹ là Thứ Phúc tấn Thư Mục Lộc thị. Được phong Tam đẳng Phụ quốc Tướng quân (三等輔國將軍), sau bi đoạt tước. Có sáu con trai.
2. Yến Thái (燕泰; 1669 – 1674), mẹ là Thứ Phúc tấn Nạp Lan thị. Chết yểu
3. Trát Nhĩ Đồ (扎爾圖; 1674 – 1724), mẹ là Thứ Phúc tấn Hách Xá Lý thị. Được phong Tam đẳng Phụ quốc Tướng quân. Có bốn con trai.
4. Ba Nhĩ Đồ (巴爾圖; 1674 – 1753), mẹ là Trắc Phúc tấn Tát Khắc Đạt thị. Năm 1734 được thế tập tước vị Khang Thân vương. Sau khi qua đời được truy thụy Khang Giản Thân vương. Có hai mươi bốn con trai.
5. Xuân Thái (椿泰; 1683 – 1709), mẹ là Kế Phúc tấn Đổng Ngạc thị. Năm 1697 được thế tập tước vị Khang Thân vương. Sau khi qua đời được truy thụy Khang Điệu Thân vương. Có một con trai.

#### Con gái
- Con gái thứ 8: Thục Thận (淑慎, 1681 – 1706), tự Huệ Khanh (惠卿), được phong làm Quận chúa, gả cho Nạp Lan Quỹ Phương – con trai Nạp Lan Minh Châu, là ông nội của Thư phi.

## Trong văn hóa đại chúng

### Trong văn học
- "Khang Hi Hoàng đế" của Nhị Nguyệt Hà.
- "Lộc Đỉnh ký" của Kim Dung.

### Trong điện ảnh
- "Thực vi nô" do Lý Gia Đình đóng.
- "Vu Thành Long" do Vương Huy đóng.